# Saint-Pierre-Aigle
Saint-Pierre-Aigle és un municipi francès situat al departament de l'Aisne i a la regió dels Alts de França. L'any 2007 tenia 361 habitants.

## Demografia

### Població
El 2007 la població de fet de Saint-Pierre-Aigle era de 361 persones. Hi havia 120 famílies de les quals 16 eren unipersonals (4 homes vivint sols i 12 dones vivint soles), 44 parelles sense fills i 60 parelles amb fills.
La població ha evolucionat segons el següent gràfic:
Habitants censats

### Habitatges
El 2007 hi havia 167 habitatges, 130 eren l'habitatge principal de la família, 31 eren segones residències i 6 estaven desocupats. Tots els 166 habitatges eren cases. Dels 130 habitatges principals, 110 estaven ocupats pels seus propietaris, 17 estaven llogats i ocupats pels llogaters i 3 estaven cedits a títol gratuït; 6 tenien dues cambres, 14 en tenien tres, 27 en tenien quatre i 83 en tenien cinc o més. 103 habitatges disposaven pel capbaix d'una plaça de pàrquing. A 51 habitatges hi havia un automòbil i a 72 n'hi havia dos o més.

### Piràmide de població
La piràmide de població per edats i sexe el 2009 era:
| Homes | Edats   | Dones |
| ----- | ------- | ----- |
| 0     | 95 o +  | 0     |
| 0     | 90 a 94 | 0     |
| 0     | 85 a 89 | 8     |
| 4     | 80 a 84 | 8     |
| 8     | 75 a 79 | 12    |
| 0     | 70 a 74 | 8     |
| 4     | 65 a 69 | 4     |
| 0     | 60 a 64 | 0     |
| 12    | 55 a 59 | 4     |
| 4     | 50 a 54 | 12    |
| 8     | 45 a 49 | 8     |
| 12    | 40 a 44 | 12    |
| 12    | 35 a 39 | 8     |
| 24    | 30 a 34 | 16    |
| 16    | 25 a 29 | 24    |
| 8     | 20 a 24 | 4     |
| 16    | 15 a 19 | 12    |
| 12    | 10 a 14 | 8     |
| 12    | 5 a 9   | 28    |
| 32    | 0 a 4   | 20    |

## Economia
El 2007 la població en edat de treballar era de 252 persones, 185 eren actives i 67 eren inactives. De les 185 persones actives 168 estaven ocupades (94 homes i 74 dones) i 17 estaven aturades (10 homes i 7 dones). De les 67 persones inactives 26 estaven jubilades, 20 estaven estudiant i 21 estaven classificades com a «altres inactius».

### Ingressos
El 2009 a Saint-Pierre-Aigle hi havia 135 unitats fiscals que integraven 369,5 persones, la mediana anual d'ingressos fiscals per persona era de 20.458 €.

### Activitats econòmiques
Dels 23 establiments que hi havia el 2007, 1 era d'una empresa extractiva, 2 d'empreses de fabricació d'altres productes industrials, 4 d'empreses de construcció, 3 d'empreses de comerç i reparació d'automòbils, 1 d'una empresa de transport, 2 d'empreses d'informació i comunicació, 3 d'empreses immobiliàries, 5 d'empreses de serveis, 1 d'una entitat de l'administració pública i 1 d'una empresa classificada com a «altres activitats de serveis».
Dels 7 establiments de servei als particulars que hi havia el 2009, 1 era un taller de reparació d'automòbils i de material agrícola, 1 paleta, 1 guixaire pintor, 1 lampisteria, 1 electricista, 1 perruqueria i 1 agència immobiliària.
L'any 2000 a Saint-Pierre-Aigle hi havia 4 explotacions agrícoles.

## Poblacions més properes
El següent diagrama mostra les poblacions més properes.